# Lea Joutseno
Lea Joutseno (6 de noviembre de 1910 – 20 de junio de 1977) fue una actriz y guionista cinematográfica finlandesa. Junto a Helena Kara y Regina Linnanheimo fue una de las pocas estrellas finlandesas sin experiencia teatral.

## Biografía

### Inicios
Su nombre completo era Lea Ruth Margit Joutseno, y nació en Helsinki, Finlandia, siendo sus padres Ernst Gunnar Rafael Jönsson y Jenny Emilia Haapanen. Su tía paterna era la pianista Astrid Joutseno. Lea tenía dos hermanos menores, Maj-Lis y Kullervo. La familia vivía en un orincipio en Helsinki, aunque después se mudaron a Savonlinna, pero tras la muerte de su madre hubo de vivir con su abuela en Pori. Lea hubiera querido ser dentista, pero económicamente era imposible, por lo que finalmente trabajó como traductora para la compañía Suomi-Filmi, ya que conocía los idiomas sueco, alemán, inglés y francés.

### Carrera
Lea Joutseno actuó en nueve películas entre 1941 y 1948, la mayoría comedias. Toas, menos dos, fueron dirigidas por Valentin Vaala, y fueron actores habituales en las mismas Tauno Majuri y Tapio Nurkka.
La carrera cinematográfica de Joutseno había empezado con papeles de reparto en cintas de Vaala, el primero de ellos en 1937 en Juurakon Hulda. Ella no estaba convencida de su valía como actriz, pero Vaala la persuadiño finalmente para optar a papeles más relevantes.
Su primer papel de importancia llegó en 1939 con Rikas tyttö, cinta en la cual encarnaba a Leana, siendo su actuación bien acogida por la crítica. Fue ya protagonista en la comedia Morsian yllättää (1941), recibiendo el apoyo del público y de la crítica. En Varaventtiili (1942), película basada en una novela de Hilja Valtonen, su papel de maestra también tuvo buenas críticas. Ese año estrenó Hopeakihlajaiset, aunque a la actriz no le agradaba su papel. En noviembre de 1942 Joutseno visitó Alemania dentro de una expedición cinematográfica finlandesa, apreciando el trabajo de los actores germanos a pesar de las condiciones derivadas de la Segunda Guerra Mundial.
Entre 1943 y 1946 se rodaron cuatro comedias en las cuales Lea Joutseno colaboró en el guion junto con la autora Kersti Bergroth. En abril de 1943 protagonizó Neiti Tuittupää, basada en una novela de Hilja Valtonen. En el siguiente otoño se estrenó Tositarkoituksella, donde Joutseno participó como guionista, interpretando a Anja. La cinta no tuvo una buena acogida, aunque los críticos aprobaron la actuación de Joutseno.
Tras la Guerra de Continuación, en octubre de 1944, se estrenó Dynamiittityttö, cinta que fue un éxito, tanto de taquilla como de crítica. Por su trabajo, Joutseno obtuvo un Premio Jussi. Al siguiente año trabajó en Vuokrasulhanen, otro éxito de público, aunque sin llegar a alcanzar el del anterior film. En 1946 protagonizó la comedia Viikon tyttö, actuando junto Tauno Palo, pero esta producción tuvo un mal resultado.
La última película de Joutseno fue Kilroy sen teki, estrenada en marzo de 1948. Ese mismo año Joutseno y Vaala obtuvieron un Premio Jussi al mejor guion por la cinta Ihmiset suviyössä.
Finalizada su carrera cinematográfica, Joutseno siguió ocupándose como traductora, utilizando el pseudónimo Ingo en sus trabajos. Obtuvo un Premio Jussi honorario en 1973.

### Vida privada
Joutseno se casó en 1937 con Jaakko Huttunen, al que había conocido en Suomi-Filmi. Huttunen falleció a los seis meses de la boda. En 1946 Joutseno se casó con Keijo Pikkumäki, viviendo la pareja en Vaasa. Pikkumäki falleció accidentalmente en el mismo año. Finalmente, en 1956 se casó con Torsten Adolf Ingo.
Lea Joutseno falleció repentinamente en 1977 en Helsinki, a los 66 años de edad. Fue enterrada en el Cementerio de Hietaniemi, en Helsinki.

## Filmografía
- 1937 : Juurakon Hulda
- 1938 : Niskavuoren naiset
- 1939 : Rikas tyttö
- 1939 : Vihreä kulta
- 1940 : Kersantilleko Emma nauroi?
- 1940 : Poikani pääkonsuli
- 1941 : Morsian yllättää
- 1942 : Varaventtiili
- 1942 : Hopeakihlajaiset
- 1943 : Neiti Tuittupää
- 1943 : Tositarkoituksella
- 1944 : Dynamiittityttö
- 1945 : Vuokrasulhanen
- 1946 : Viikon tyttö
- 1948 : Kilroy sen teki

## Actriz de voz
- 1962 : Snow White and the Seven Dwarfs (1937)
- 1965 : The Sword in the Stone (1963)
- 1972 : Los Aristogatos (1970)
- 1973 : Robin Hood (1973)